# Giovanni Falcone
Pour les articles homonymes, voir Falcone (homonymie).
Giovanni Salvatore Augusto Falcone, né à Palerme le 18 mai 1939 et mort le 23 mai 1992 à Capaci, est un juge italien engagé dans la lutte antimafia et assassiné sur ordre de Toto Riina, chef du clan des Corleonesi, eux-mêmes faisant partie de Cosa nostra.

## Biographie

### Famille et jeunesse
Fils de Arturo Falcone, directeur du laboratoire Chimique Provincial, et de Luisa Bentivegna, Giovanni a deux grandes sœurs, Anna et Maria. Issu du quartier délabré de La Kalsa à Palerme, le petit Giovanni, fils d’une famille de la bourgeoisie palermitaine, fréquente de futurs criminels comme Tommaso Spadaro et Gerlando Alberti.

### Carrière

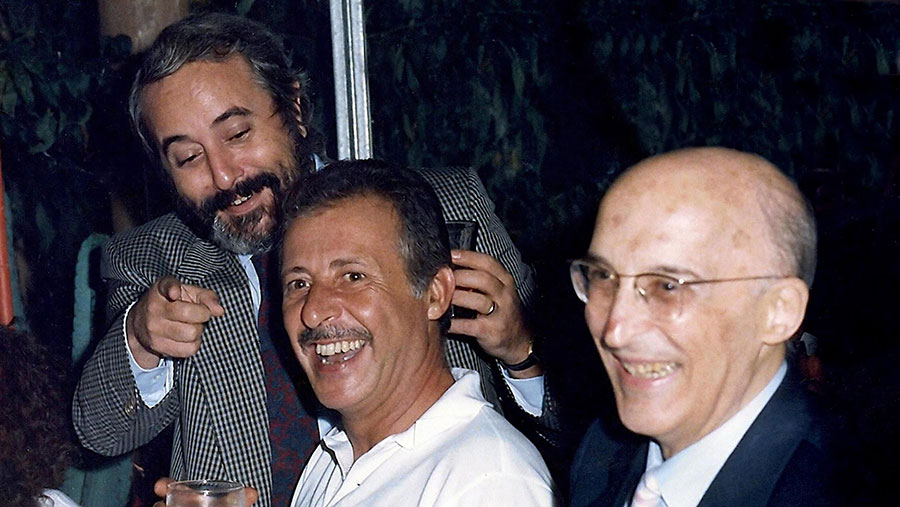
Antonino Caponnetto, qui sera directeur du pool antimafia, Giovanni Falcone, et Paolo Borsellino, juge anti-mafia.

Après de brillantes études de droit à Palerme, il devient magistrat en 1964 et commence sa carrière en tant que magistrat instructeur spécialisé dans les liquidations judiciaires avant de s'orienter vers le pénal. C'est en dépouillant d’obscurs dossiers financiers qu'il découvre le monde du grand banditisme qu'est celui de Cosa nostra et qu'il affine ce qu’on appellera plus tard la « méthode Falcone ». Procureur adjoint au tribunal de Trapani, il est transféré en 1978 à Palerme où il devient juge d'instruction.
En 1979, après l'assassinat du juge Cesare Terranova, qui a mené sans succès un procès contre certains dirigeants mafieux dans lequel tous ont été acquittés, Falcone rentre alors au sein du « pool » antimafia du parquet de Palerme. Le juge Rocco Chinnici décide de créer une cellule composée de juges qui seraient spécialisés dans les enquêtes complexes liées à la mafia. Ce magistrat est assassiné dans un attentat à la voiture piégée le 29 juillet 1983 aux premières heures de la matinée, en plein centre de Palerme. C'est d'ailleurs la première fois que Cosa nostra utilise cette méthode pour atteindre un magistrat. Les deux carabiniers chargés de son escorte et le concierge de l'immeuble sont tués eux aussi. Le juge Rocco Chinnici est remplacé par le juge Antonino Caponnetto qui poursuit ce que son homologue a démarré et constitue formellement le « pool antimafia » qui devient rapidement extrêmement efficace.

### Maxi-procès de Palerme
Le « pool » obtient un succès important et inespéré en 1984 en recueillant le témoignage de l'un des plus importants repentis de Cosa nostra, Tommaso Buscetta dit « Don Masino » ou « le boss des deux mondes ». Sur la base de son témoignage, Giovanni Falcone ouvre en 1986 le maxi-procès de Palerme dont il est l'instigateur avec son ami le juge Paolo Borsellino (qui sera également assassiné, quelques mois après Falcone). Le procès doit faire comparaître 475 accusés (la majorité présents mais 119 en cavale) dont le « parrain des parrains », Toto Riina (lui aussi en cavale), si bien que, la cour pénale de Palerme n'étant pas assez grande, il est créé ce qui fut appelé une « aula-bunker » (salle d'audience-bunker).
Le 16 décembre 1987 restera comme la date de la fin du maxi-procès et formalise l'existence de l’« association de malfaiteurs de type mafieux » en Italie. À l'issue du procès, on compte :
- 474 accusés (le mafieux Nino Salvo, déjà gravement malade, est décédé avant le jugement) ;
- 360 condamnations, dont 19 peines à perpétuité ;
- 114 acquittements ;
- 2 665 années de prison cumulées par les condamnés.

Falcone demande des moyens supplémentaires pour poursuivre la lutte antimafia mais les décisions se font attendre. En janvier 1988, le Conseil supérieur de la magistrature nomme Antonino Meli chef du bureau d'instruction au tribunal de Palerme, poste auquel Falcone postule. Meli est farouchement opposé au « pool antimafia » créé en 1983 par le juge Antonino Caponnetto et est un adversaire de Falcone que Caponnetto avait désigné comme son successeur. Le 30 juillet 1988, le juge expédie au Conseil supérieur de la magistrature une lettre de quatre pages dans laquelle il se dit écœuré par le laxisme de la police et des pouvoirs politiques et demande sa mutation dans une autre région, comme huit autres de ses collègues. Le 20 juin 1989, il échappe à un attentat dans la station balnéaire palermitaine de l'Addaura.
Le 13 mars 1991, Falcone est nommé directeur des Affaires pénales du ministère de la Justice, à Rome, où il centralise la lutte antimafia.
Le juge devient un héros et un symbole célébré partout en Italie, malgré le fait que certains personnages de la classe politique de l'époque cherchent à le discréditer depuis 1989 et la triste « stagione dei veleni » (« période des venins », lorsque certains affirmèrent que Giovanni Falcone avait organisé lui-même un attentat contre sa personne pour se faire de la publicité). Il devient également l'ennemi numéro 1 de Cosa nostra qui fait de lui sa cible principale.
Sous la forte menace d'attentat, et délaissé par une partie de la classe politique, Falcone est contraint de vivre 24 heures sur 24 accompagné d'une escorte importante. Lors du maxi-procès, ce ne sont pas moins de 70 hommes qui sont chargés d'assurer sa sécurité. Il en choisit huit chaque jour, qu'il désigne au dernier moment.

### Assassinat

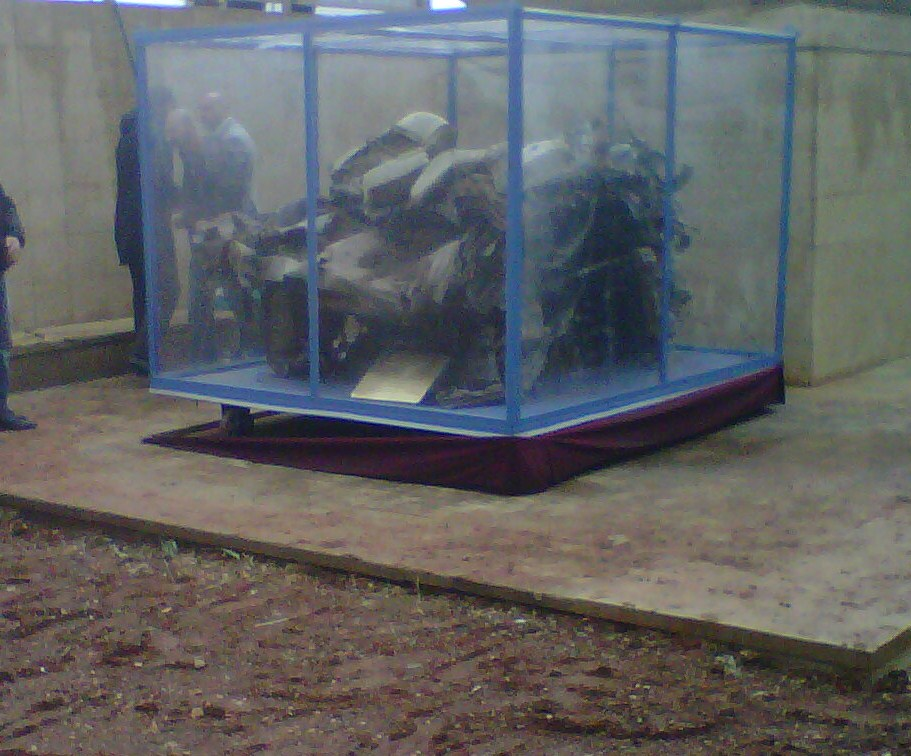
Restes du véhicule Fiat Croma qui transportait les trois policiers gardes du corps le jour de l'attentat commandité par Toto Riina.

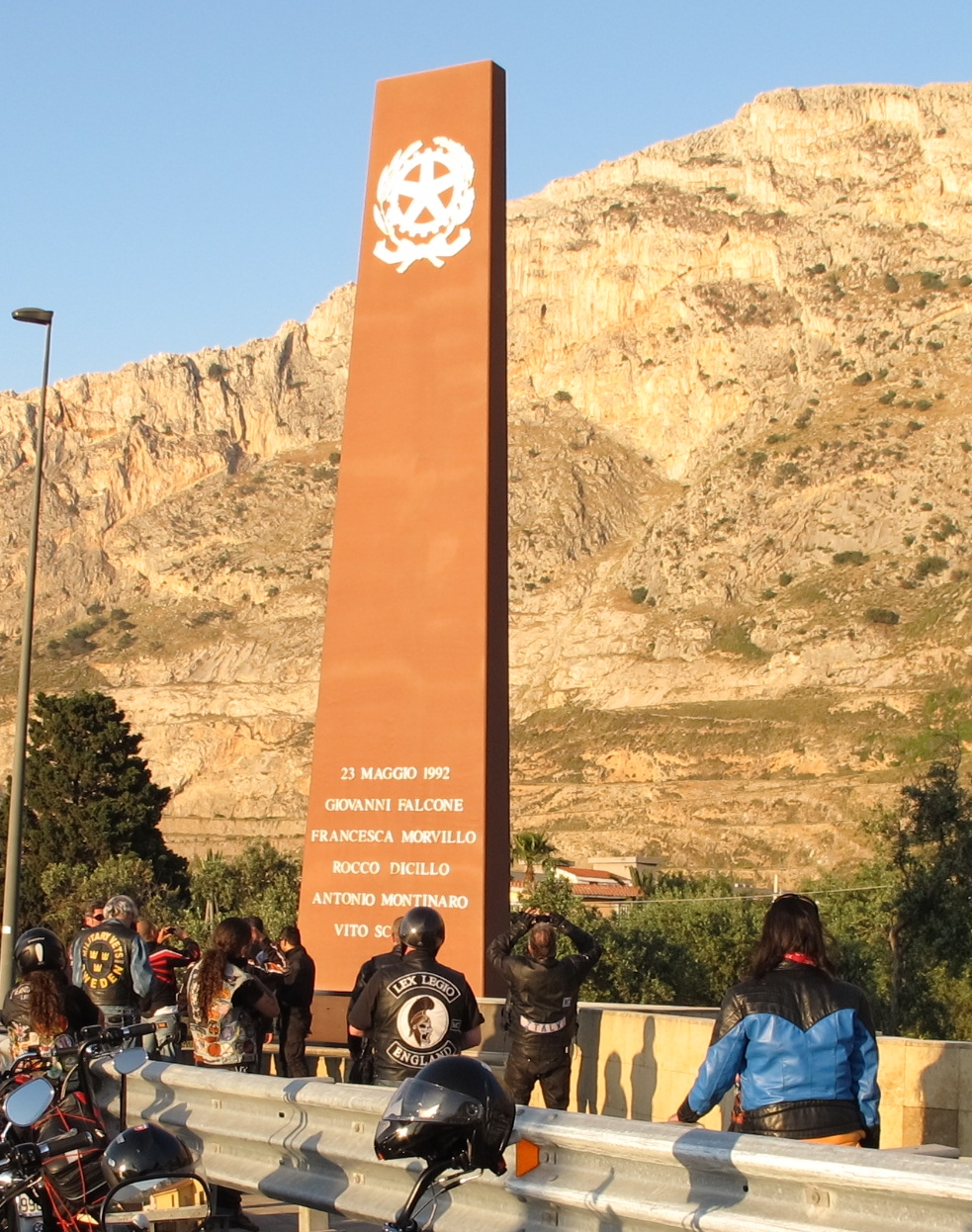
Mémorial du juge Falcone à Capaci.

Le dispositif d'escorte n'est pas suffisant pour protéger le juge Falcone : le 23 mai 1992, il est assassiné par Cosa nostra dans ce qu'on appelle le « massacre de Capaci ». Dans un tunnel d'évacuation des eaux situé sous l'autoroute reliant l'aéroport de Punta Raisi à Palerme, les mafieux ont placé 600 kg d'explosifs destinés à piéger le magistrat,.
Le juge Falcone, se trouvant dans la voiture du milieu d'un cortège de trois Fiat Croma blindées, meurt avec sa femme Francesca Morvillo, elle-même juge, ainsi que les trois gardes du corps du premier véhicule, Vito Schifani, Rocco Di Cillo et Antonio Montinaro. Cet attentat est une réponse à la volonté de Giovanni Falcone de vouloir mettre sur pied une brigade antimafia (une sorte de FBI italien).
L'attentat contre le juge, commandité par Toto Riina, est déclenché par une télécommande actionnée par Giovanni Brusca, qui, à la stupeur des Italiens, sera libéré de prison après 25 ans le 1er juin 2021, sous le signal de Gioacchino La Barbera (en), comme le révèle leur procès en février 1995.
Cosa nostra aurait reçu l'appui d'un expert en explosifs envoyé par John Gotti, parrain new-yorkais de la famille Gambino.

## Hommages posthumes

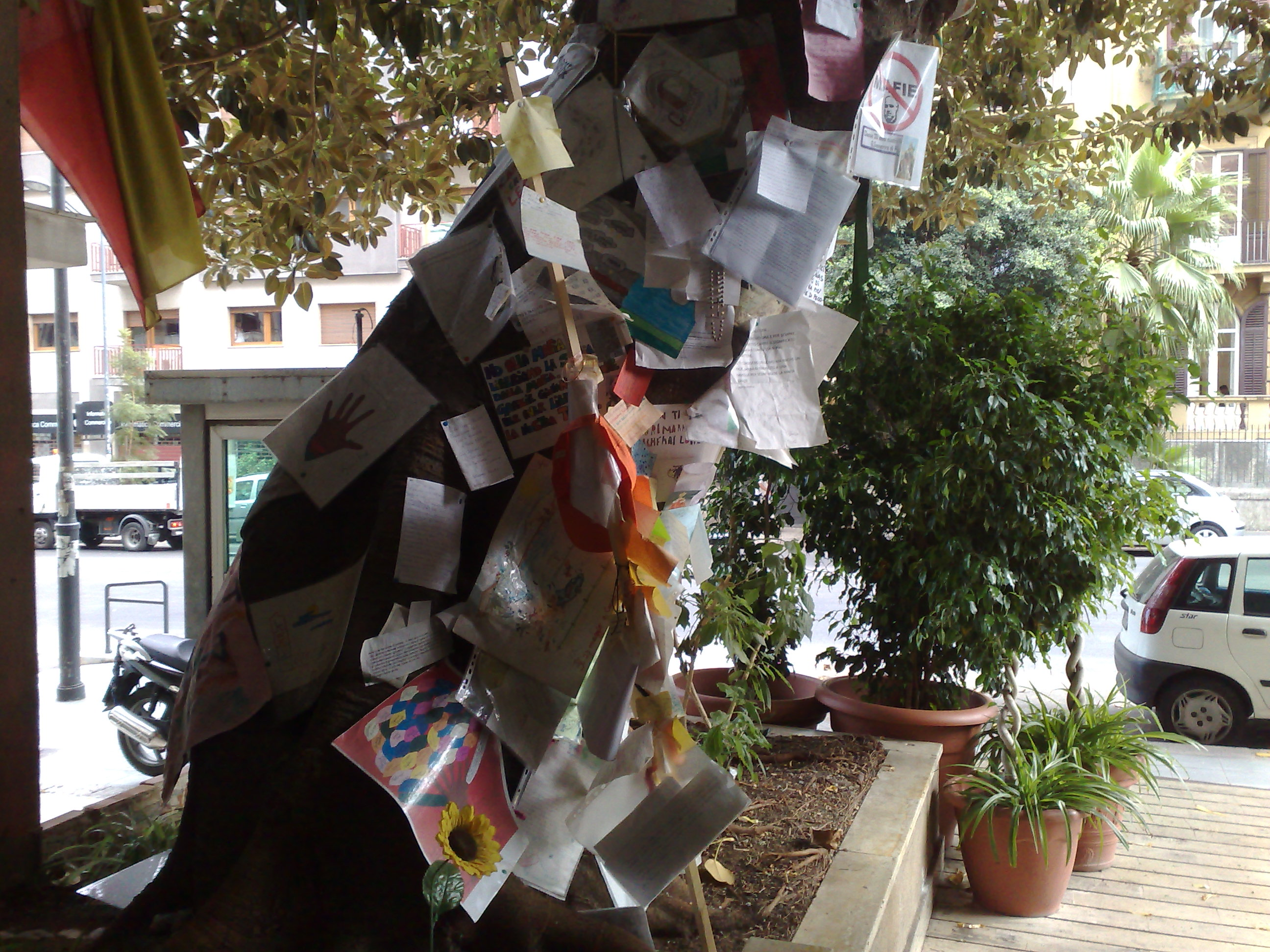
Arbre de la mémoire de Giovanni Falcone à Palerme.

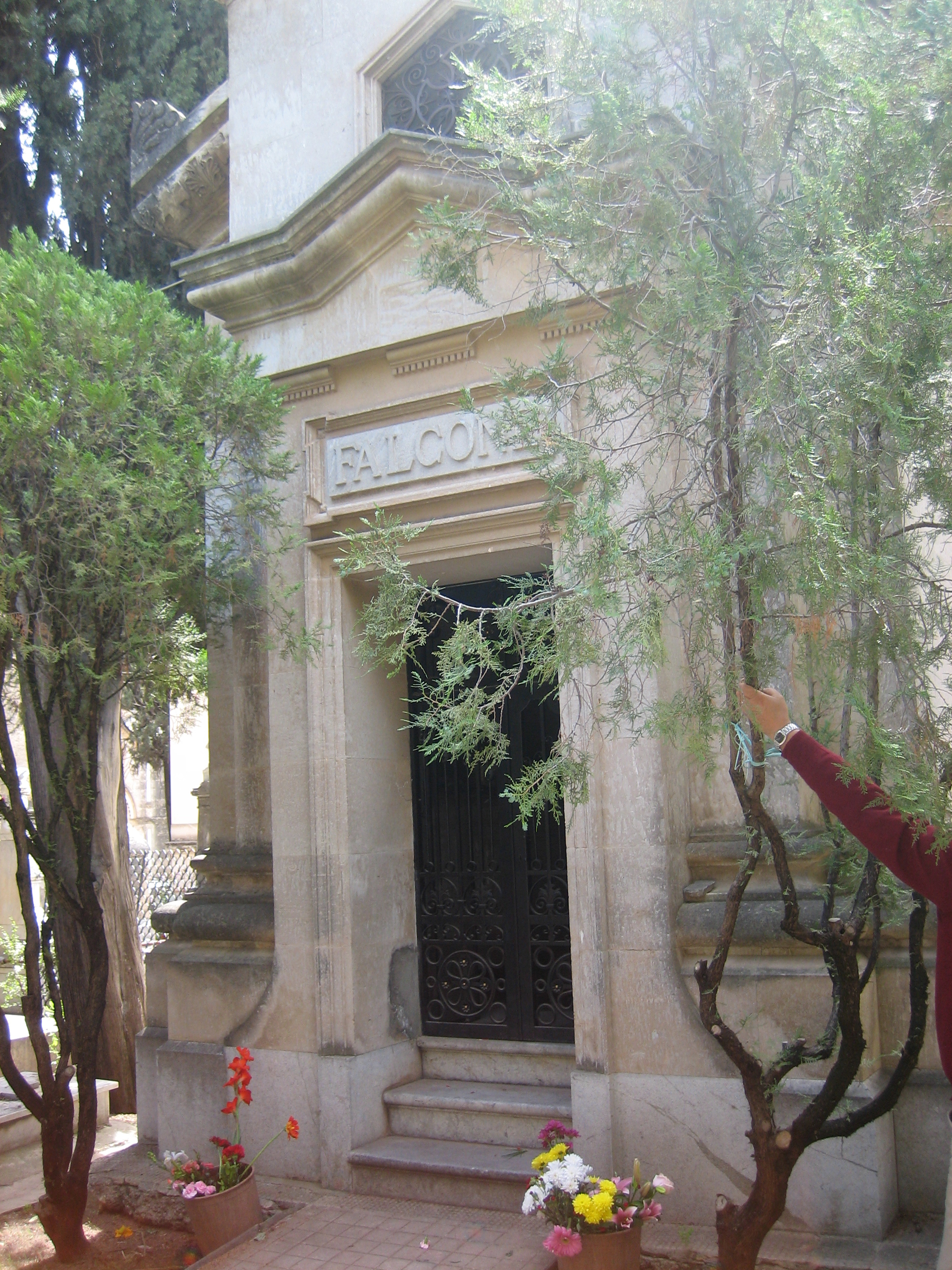
Chapelle où reposait Giovanni Falcone au cimetière de Sant'Orsola. En 2015, il est inhumé à l'église Saint-Dominique à Palerme (aussi appelée « le Panthéon de Palerme »).

Giovanni Falcone est inhumé au cimetière de Sant'Orsola à Palerme, avant d'être transféré le 3 juin 2015 dans l'église san Domenico qui abrite un panthéon des célébrités siciliennes.
De nombreuses écoles et un grand nombre de bâtiments publics portent aujourd'hui son nom, parmi lesquels l'aéroport international de Palerme connu sous le nom d'« aéroport Falcone-Borsellino ». La promotion 1994 de l'École nationale de la magistrature française a pris le nom « Juge Falcone » comme nom de baptême de promotion. Dans le même élan, la promotion 1996-1998 de la section magistrature de l'École nationale d'administration et de magistrature du Cameroun (ENAM) s'est donné pour nom de baptême « Giovanni Falcone ».
Pour les 30 ans des assassinats de Giovanni Falcone et de Paolo Borsellino, une pièce de 2 euros à leur effigie a été émise en leur honneur.

### Martyr de la justice
L'annonce de son assassinat suscite une forte émotion dans toute l'Italie. Des Palermitains se rassemblent spontanément autour du ficus devant sa maison, arbre qui deviendra symbole de la cause antimafia, et même une sorte d'autel civique. Des témoignages écrits affluent, des dons (gâteaux, fleurs, bijoux, photographies, mots et dessins, puis drapeaux et des affiches), remplissent le parterre autour de l'arbre, dès le jour du massacre. Au fil du temps, l'arbre devient un lieu de pèlerinage, et le juge devient si ce n'est un saint, en tous les cas un martyr de la justice, la lutte contre la mafia prenant des aspects religieux. La dévotion autour du souvenir du juge se calque sur les pratiques catholiques, reprenant celles faites autour de la mémoire de sainte Rosalie, la patronne de Palerme, et dépasse les limites de l'île.
De plus en plus nombreux, les Palermitains envisagent de briser la loi du silence qui protège la mafia. De même que sainte Rosalie a libéré la cité de la peste, le juge Falcone devient un médiateur entre la terre et le ciel, pour les aider dans leur lutte. Des lettres personnelles lui sont adressées, comme s'il pouvait les lire dans les cieux. La mafia continuant sa politique de violence, le juge devient une sorte d'ancêtre, celui de la lignée des martyrs de la justice, le ficus faisant symbole d'arbre généalogique, chaque assassinat étant l'occasion de relancer la mémoire du juge.

### Filmographie
- Le Traître (Il traditore), film italien réalisé par Marco Bellocchio et sorti en 2019, met en scène les révélations du repenti Tommaso Buscetta au juge Falcone pour l'aider à lutter contre Cosa nostra.

### Roman de non-fiction
- Alexander Stille, Excellent Cadavers : the Mafia and the death of the first Italian Republic, London, Jonathan Cape, 1995, 467 p. (ISBN 9780224037617, 9780679768630 et 0224037617, OCLC 33008842, lire en ligne)